# Präparation (Zahnmedizin)
Unter einer Präparation in der Zahnmedizin versteht man die Abtragung von Zahnhartsubstanz als vorbereitende Maßnahme für eine Füllung, Krone, Brücke oder Inlays. Nach dem Abtragen der kariösen Zahnhartsubstanz wird die Kavität zur Aufnahme des Füllungsmaterials präpariert. Nach der Präparation kann die Funktion des Zahnes durch eine Füllung wiederhergestellt werden.
Zur Vorbeugung gegen eine neue Karies sollte der Schmelzbereich über die bestehende Karies hinaus präpariert werden.

## Kavitätenformen
- Bei plastischem Füllungsmaterial (z. B. Amalgam) werden die Kavitäten in der Regel so gestaltet, dass sie in der Tiefe etwas breiter sind als im oberen Bereich.
- Bei Einlagefüllungen (Inlays) muss die Kavität zumindest mit parallelen Wänden, normalerweise aber etwas konisch (nach außen hin etwas erweitert) präpariert werden.
- Bei Kompositfüllungen (CID) wird weniger Zahnhartsubstanz abgetragen, da meist auf eine Retentionsform verzichtet werden kann.

## Quelle
- David Haunfelder, Lorenz Hupfauf, Werner Ketterl, Gottfried Schmuth et al.: Praxis der Zahnheilkunde, Kapitel A9, S. 37ff, S. 55, Kapitel C4, S. 1, Kapitel C7, S. 30, Verlag Urban und Schwarzenberg, München – Wien – Baltimore